# Сторнара
Сторнара (итал. Stornara) — коммуна в Италии, располагается в регионе Апулия, в провинции Фоджа.
Население составляет 4805 человек (2008 г.), плотность населения составляет 143 чел./км². Занимает площадь 34 км². Почтовый индекс — 71047. Телефонный код — 0885.
Покровителем населённого пункта считается святой San Rocco.

## Демография
Динамика населения:

## Администрация коммуны
- Официальный сайт: